# 7-я танковая армия
7-я та́нковая Краснознамённая а́рмия — оперативное войсковое объединение (танковая армия) в составе Сухопутных войск Советской армии Вооружённых сил СССР.
Сокращённое наименование — 7 ТА.

## История
Управление 7-й механизированной армии было сформировано по завершении Великой Отечественной войны, в апреле 1946 года на базе управления 65-й армии 2-го Белорусского фронта, войдя в состав дислоцированной на территории Польской Народной Республики Северной группы войск. В отличие от имевшихся с ВОВ шести гвардейских танковых армий, 7-я, как и сформированная в составе Прикарпатского военного округа 8-я механизированная армия (будущая 8-я танковая) не имела почётного звания гвардейских.
В феврале 1947 года полевое управление 7-й механизированной армии переформировано в управление 7-й отдельной кадровой танковой дивизии в составе Северной группы войск. В мае 1948 года управление 7-й отдельной кадровой танковой дивизии передислоцировано в город Борисов. В июле 1949 года 7-я отдельная танковая дивизия переформирована в 7-ю механизированную армию в составе Белорусского военного округа. Армия имела в своем составе две танковые и две механизированные дивизии:
- 3-я гвардейская танковая Котельниковская Краснознамённая ордена Суворова дивизия (Заслоново), сформированная на базе 3-го гвардейского танкового корпуса;
- 10-я танковая Днепровская ордена Суворова дивизия (Борисов), сформированная на базе 10-го танкового корпуса;
- 15-я гвардейская механизированная Ровенская ордена Ленина Краснознамённая ордена Суворова дивизия (Борисов), сформированная на базе 6-й гвардейской стрелковой дивизии;
- 27-я гвардейская механизированная Речицкая дважды Краснознамённая орденов Суворова, Кутузова и Богдана Хмельницкого дивизия (Полоцк), сформированная на базе 37-й гвардейской стрелковой дивизии.

На 1955 год армия располагала танками ИС-3, Т-54, Т-34, ПТ-76 и САУ ИСУ-122.
В 1957 году 7-я механизированная армия была преобразована в 7-ю танковую армию.
- 10-я танковая дивизия была переформирована в 34-ю танковую дивизию
- 15-я гвардейская механизированная дивизия была переформирована в 47-ю гвардейскую танковую дивизию
- 27-я гвардейская механизированная дивизия — в 39-ю гвардейскую танковую дивизию.

В 1960 г. 47-я гвардейская танковая дивизия была переименована в 45-ю гвардейскую танковую дивизию.
В 1965 г. 45-я гвардейская танковая Ровенская дивизия стала учебным танковым соединением окружного подчинения Белорусского военного округа, а 39-я гвардейская танковая дивизия была преобразована в 37-ю гвардейскую танковую Речицкую дивизию.
Во второй половине 1960-х — 1980-х годов, основу 7-й танковой армии составляли 3-я гвардейская Котельниковская, 34-я Днепровская, 37-я гвардейская Речицкая танковые дивизии. Согласно директиве МО СССР от 25.01.89 3-я гвардейская танковая Котельниковская дивизия расформировывалась с 01.06.1989. Вместо неё в Заслоново из состава Южной группы войск (Венгрия) прибыла 19-я гвардейская танковая дивизия.
На ноябрь 1990 года 7-я танковая армия располагала 764 танками Т-62 и Т-72, 208 БМП и БТР, 212 орудиями, минометами и РСЗО.

## Командный состав

### Командующие
- генерал-полковник Батов, Павел Иванович, июнь 1946 — апрель 1949
- генерал-лейтенант танковых войск Малахов, Ксенофонт Михайлович, апрель 1949 — апрель 1953
- маршал бронетанковых войск Богданов, Семён Ильич, апрель 1953 — май 1954
- генерал-полковник Батицкий, Павел Фёдорович, май 1954 — август 1954
- генерал-лейтенант танковых войск Панов, Михаил Фёдорович, октябрь 1954 — октябрь 1958
- генерал-лейтенант танковых войск Веденичев, Нил Григорьевич, октябрь 1958 — май 1960
- генерал-майор танковых войск Бордюков, Пётр Михайлович, май 1960 — август 1962
- генерал-майор танковых войск Жилин, Алексей Николаевич, август 1962 — сентябрь 1964
- генерал-майор танковых войск Кременской, Сергей Ильич, сентябрь 1964 — июнь 1967
- генерал-лейтенант танковых войск Вощинский, Михаил Петрович, июль 1967 — октябрь 1968
- генерал-майор танковых войск, с февраля 1969 генерал-лейтенант танковых войск Ахромеев, Сергей Фёдорович, октябрь 1968 — май 1972
- генерал-майор танковых войск, с февраля 1976 генерал-лейтенант танковых войск Семенюта, Николай Моисеевич, июнь 1972 — июнь 1976
- генерал-майор танковых войск, с октября 1977 генерал-лейтенант танковых войск Ахунов, Наиль Мирсаитович, июнь 1976 — ноябрь 1981
- генерал-майор, с декабря 1982 генерал-лейтенант Корбутов, Иван Иванович, ноябрь 1981 — июнь 1984
- генерал-майор, с ноября 1985 генерал-лейтенант Шевцов, Владимир Тихонович, июнь 1984 — январь 1986
- генерал-лейтенант Дубынин, Виктор Петрович, июнь 1987 — май 1988
- генерал-лейтенант Кендюхов, Михаил Григорьевич, май 1988 — март 1989
- генерал-майор Беппаев, Суфиян Узеирович, март 1989 — октябрь 1991
- генерал-майор Исайченков, Виктор Николаевич, октябрь 1991 — май 1992
- генерал-майор Квашнин, Анатолий Васильевич, май — август 1992
- генерал-майор Козлов, Михаил Фёдорович, сентябрь 1992 — 1993

### Начальники политического отдела
- генерал-майор танковых войск Соколов, Иван Митрофанович (9.01.1950  — 8.08.1950)

## Состав армии в конце 1980-х гг
- Штаб армии (управление командующего, штаб и 258-й отдельный батальон охраны и обеспечения) (г. Борисов);
- 3-я гвардейская танковая Котельниковская Краснознамённая, ордена Суворова дивизия (д. Заслоново)[~ 1]
- 19-я гвардейская танковая Николаевско-Будапештская Краснознамённая, ордена Суворова дивизия (Заслоново)[~ 2]

Всего: 226 танков Т-72, 55 БМП (38 БМП-2, 2 БМП-1, 15 БРМ-1К), 15 БТР-70, 74 САУ (50 2С1, 24 2С3), 12 РСЗО Град.
- 34-я танковая Днепровская ордена Суворова дивизия (г. Борисов)

Всего: 314 танков Т-62, 49 БМП (34 БМП-2, 2 БМП-1, 15 БРМ-1К), 12 БТР (1 БТР-70, 11 БТР-60), 12 РСЗО Град;
- 37-я гвардейская танковая Речицкая дважды Краснознамённая орденов Суворова, Кутузова и Богдана Хмельницкого дивизия (г. Полоцк)

Всего: 224 танка Т-72, 52 БМП (38 БМП-2, 2 БМП-1, 15 БРМ-1К), 24 БТР-70, 3 2С1, 12 РСЗО Град;
- 267-я мотострелковая дивизия кадра (г. Борисов).
- 76-я ракетная бригада (г. Лепель)
- 233-я ракетная Свирская ордена Богдана Хмельницкого бригада (д. Заслоново)
- 29-я зенитная ракетная бригада (п/о Межица)
- 231-я пушечная артиллерийская бригада (д. Боровка) (24 2С5 «Гиацинт», 24 2А65, 12 Д-20)
- 427-й реактивный артиллерийский полк (д. Боровка) (36 БМ-21 «Град»)
- 276-й отдельный вертолетный полк (аэр. Боровуха-1 г. Полоцк) (38 Ми-24, 22 Ми-8, 6 Ми-24К, 6 Ми-24Р)
- 46-я отдельная смешанная авиационная эскадрилья связи (д. Заслоново) (4 Ми-8)
- 280-я отдельная эскадрилья беспилотных средств разведки (г. Борисов)
- 1151-й отдельный десантно-штурмовой батальон (г. Полоцк)
- 7-й отдельный понтонно-мостовой Торуньский орденов Александра Невского и Красной Звезды батальон (г. Борисов)
- 399-й отдельный инженерно-саперный батальон (г. Лепель)
- 59-й отдельный переправочно-десантный батальон (д. Заслоново)
- 60-й отдельный Барановичский Краснознамённый, ордена Александра Невского полк связи (г. Борисов)
- 42-й отдельный радиотехнический батальон ПВО (г. Борисов)
- 922-й отдельный батальон РЭБ (г. Борисов)
- 349-й отдельный батальон засечки и разведки (обзр) (г. Крупки)
- 80-й отдельный батальон химической защиты (обхз) (г. Крупки)
- 838-й отдельный радиорелейно-кабельный батальон (г. Борисов)
- 110-я бригада материального обеспечения (штаб) (г. Крупки)
- 268-й отдельный ремонтно-восстановительный батальон (г. Крупки)
- 587-й отдельный ремонтно-восстановительный батальон (г. Крупки)
- Узел связи (г. Борисов)
- 824-я отдельная рота спецназа (г. Борисов)
- 1029-й командный разведывательный центр (г. Борисов)[4]

## В составе Вооружённых сил Республики Беларусь
В 1993 году 7-я танковая армия переименована в 7-й армейский корпус в составе Вооруженных Сил Республики Беларусь, а в 1994 году 7-й армейский корпус был переименован в 65-й армейский корпус. В декабре 2001 года в результате реформирования Вооружённых Сил Беларуси корпус был преобразован в Северо-Западное оперативное командование Сухопутных войск.
Состав на 2020 год
- 19-я отдельная гвардейская механизированная Николаевско-Будапештская Краснознамённая, ордена Суворова бригада, Заслоново
- 120-я отдельная гвардейская механизированная Рогачёвская Краснознамённая, орденов Суворова и Кутузова бригада, Уручье
- 231-я артиллерийская бригада, Боровка
- 502-й противотанковый артиллерийский полк, Осиповичи
- 740-я зенитная ракетная Минская бригада, Борисов (ЗРК «Оса»)
- 42-й отдельный радиотехнический батальон
- 244-й центр радиоэлектронной разведки
- 7-й инженерный Торуньский орденов Александра Невского и Красной Звезды полк, Борисов
- 60-й отдельный Барановичский полк связи, Борисов
- 814-й центр технического обслуживания в составе 2 ремонтно-восстановительных батальонов, Борисов
- 34-я база хранения вооружения техники (бывшая 34-я гвардейская танковая дивизия), Борисов
- 37-я Речицкая база хранения вооружения и техники (бывшая 37-я гвардейская танковая дивизия), Полоцк
- 110-й отдельный полк материального обеспечения, Борисов[6].